# Снижен очни притисак
Снижен очни притисак (СОП), очна хипотонија, очна хипотензија, или кратко хипотонија, је медицинско стање у којем је очни (интраокуларни) притисак (ИОП) ока веома низак. СОП ока као потенцијално стање које угрожава вид, може бити акутно или хронично.
Нормални ИОП се креће између 10-20 mmHg. Око се сматра хипотоним ако је ИОП ≤5 mmHg (иако неки извори наводе да ИОП код СОП треба да буде мањи од 6,5 mmHg).
Очна хипотонија може бити клиничка или неклиничка, у зависности од појаве клиничких карактеристика. Није јасно ко ће развити клиничке знаке хипотоније, а неки пацијенти могу толерисати дуге периоде хипотоније без губитка вида. Други развијају карактеристике кератопатије, макулопатије, па чак и хороидалног излива. Лечење зависи од идентификације и лечења узрока. Уз благовремену дијагнозу и правовремено лечење, одличан коначни визуелни исход је могућ у већини случајева са СОП.

## Епидемиологија

### Учесталост
Хипотонија након операције глаукома је уобичајена, али често није клинички значајна. Пролазна хипотонија се може развити након других врста очних операција, посебно ако је коришћен парс плана приступ, или након трауме. Стопа хипотоније након некомпликоване операције катаракте је изузетно ниска. Инциденца хипотоније повезане са трабекулектомијом повећава се употребом антифибринолитичких агенаса. Хронична хипотонија која доводи до фтизе је ретка и обично се јавља само код очију са тешким оштећењем или сложеним проблемима.

### Морталитет/морбидитет
Хипотонија се обично јавља као компликација основног очног поремећаја, трауме или операције.
Пролазно или трајно оштећење вида може бити резултат хипотоније, посебно ако је хронично или тешко. Рефракторна хипотонија може довести до фтизе.

### Пол
Жене могу бити склоније хипотонији након трабекулектомије појачане антиметаболитима. Мушкарци могу бити склонији хипотонској макулопатији.

### Старост
Млади пацијенти, посебно они са миопијом, могу бити склонији хипотонији након трабекулектомије.

## Врсте
Очна хипотонија се дели на статистичке и клиничке типове. Ако је интраокуларни притисак низак (мањи од 6,5 mmHg) то се назива статистичка хипотонија, а ако смањени ИОП изазива смањење вида, она се назива клиничком хипотонијом.

## Етиологија
Хипотонија се може јавити или због смањене производње очне водице или због повећаног одлива. Хипотонија има много узрока укључујући цурење из ока након хируршке ране, током хроничне инфламације у оку укључујући иридоциклитис, хипоперфузије, одвајање цилијарног тела или одвајање мрежњаче.
Запаљење ока, лекови укључујући лекове против глаукома или пролиферативна витреоретинопатија узрокују смањену производњу. Повећани одлив или губитак водене воде може се десити након операције глаукома, трауме, расцепа циклодијализе или одвајања мрежњаче.

## Компликације
Смањен ИОП може довести до:
- фтизе булбуса.[2]

- хипотонијом изазвана макулопатија (узрокована веома ниским ИОП).[7]

## Терапија
Лечење хипотоније зависи од узрока стања.  Хронична окуларна хипотонија се може лечити интраокуларном ињекцијом натријум хијалуроната.  Ако је узрок хипотоније претерано филтрирање мехурића, може се користити циклоплегија употребом атропина.